# أزادي دم لوداب (لوداب)
أزادي دم لوداب (بالفارسية: آزادی دم لوداب) هي قرية تقع في إيران في قسم لوداب الريفي. يقدر عدد سكانها بـ 41 نسمة بحسب إحصاء 2016.